# Fort de la Croix Faron
Le fort de la Croix Faron est un fort situé sur le mont Faron à Toulon dans le département du Var.

## Description
Le point culminant des escarpements est du mont Faron, à l’angle nord-est de la montagne, est marqué de longue date par une croix justifiant son toponyme. Le site de la Croix-Faron, considéré comme un excellent observatoire, fut occupé par les troupes anglo-savoyardes du duc Victor-Amédée II, arrivées par l'est, dès le début de l’offensive contre Toulon, le 26 juillet 1707. L’occupant ne le fortifia pas, l’éloignement et la difficulté d’accès ne justifiant pas d'y monter de l’artillerie.
L'ensemble des maçonneries et parements du fort, revêtements d’enceinte et façades des bâtiments, est mis en œuvre en pierre calcaire dure blanche. Les parements intérieurs sont entièrement revêtus d’un enduit couvrant à la chaux hydraulique, peint ou badigeonné. Les parements des ouvrages du fort de 1872-1875 sont en moellons équarris. La brique est employée principalement dans les façades des casemates de la caserne, dans la façade du bâtiment d'étage de la porte du fort.

## Historique
Le projet général pour la place de Toulon élaboré par le directeur des fortifications de Provence Nicolas-François Milet de Monville en 1763-1764, et reformulé en 1766 et 1768, comportait la construction d’une redoute à la Croix-Faron, dont les dispositions avaient été définies notamment par le sous-brigadier du génie Louis d'Aguillon. Cette redoute semble avoir reçu un début d'exécution, selon un parti beaucoup plus sommaire que celle du fort Faron, avec une simple petite enceinte formée d'un mur pour l’infanterie, dans une mise en œuvre plus rudimentaire que celle de la caserne retranchée du Faron, construite de 1766 à 1768. Les mémoires contemporains étant peu explicites sur les travaux effectivement réalisés à la Croix-Faron, il faut se fier à des témoignages postérieurs, comme celui d'un historique succinct inclus dans un mémoire sur les projets de 1841, rédigé par le chef du génie de Toulon Louis, selon lequel, à la suite du projet Milet de Monville, « On commença aussi les retranchements de la Croix-Faron, en pierres sèches ».